# Piotr Goriemykin
Piotr Nikołajewicz Goriemykin ros. Пётр Никола́евич Горемы́кин (ur. 16 czerwca?/29 czerwca 1902 w Poworinie, zm. 8 listopada 1976 w Moskwie) – radziecki polityk, ludowy komisarz amunicji ZSRR (1941-1942), minister przemysłu rolniczego ZSRR (1946-1951), minister ogólnego przemysłu maszynowego ZSRR (1955-1957), generał major służby inżynieryjno-artyleryjskiej.

## Życiorys
Od 1917 uczeń ślusarski na kolei w Borisoglebsku, 1918-1920 słuchacz radzieckiej szkoły partyjnej w tym mieście i student fakultetu robotniczego (rabfaku). 1920-1921 pracował w gospodarstwie rolnym w Poworino, 1921-1925 żołnierz Armii Czerwonej, kursant szkoły lotniczej w Kijowie i Wyższej Szkoły Lotniczej w Moskwie, mechanik 27 Dywizji Zachodniego Okręgu Wojskowego. 1925 przyjęty do RKP(b), 1931 ukończył Wyższą Szkołę Techniczną im. Baumana w Moskwie, po czym pracował jako inżynier i zastępca dyrektora zakładu przemysłowego, 1933-1936 szef działu technicznego i kierownik warsztatu w fabryce nr 2 w Moskwie, 1936-1938 kierownik warsztatu i główny inżynier w fabryce nr 92 w Gorkim (obecnie Niżny Nowogród). Później pracownik ludowych komisariatów ZSRR - 1938-1939 szef III Zarządu Głównego Ludowego Komisariatu Przemysłu Obronnego, od lutego 1939 do maja 1940 zastępca ludowego komisarza broni ZSRR, od maja 1940 do marca 1941 członek Biura ds. Przemysłu Obronnego przy Radzie Komisarzy Ludowych ZSRR, od 3 marca 1941 do 16 lutego 1942 ludowy komisarz amunicji ZSRR, od lutego 1942 do stycznia 1946 zastępca ludowego komisarza amunicji ZSRR. Od marca 1943 członek Zarządu Rakietowego. 18 listopada 1944 mianowany generałem majorem służby inżynieryjno-artyleryjskiej. Od stycznia do marca 1946 I zastępca ludowego komisarza przemysłu rolniczego ZSRR, od marca do 26 czerwca 1946 zastępca ministra, a od 26 czerwca do 14 marca 1951 minister przemysłu rolniczego ZSRR.
We wrześniu 1951 skazany na 3 lata pozbawienia wolności, 21 lutego 1952 wykluczony z WKP(b).
W 1953 zwolniony z więzienia i przyjęty do KPZR, w lipcu-sierpniu 1953 dyrektor Państwowego Związkowego Instytutu Naukowo-Badawczego nr 642 w Moskwie, 1953-1955 zastępca ministra przemysłu obronnego ZSRR, od 2 kwietnia 1955 do 10 maja 1957 minister ogólnego przemysłu maszynowego ZSRR. 1959-1960 starszy pracownik naukowy Instytutu Marksizmu-Leninizmu przy KC KPZR. 1960 członek Państwowego Komitetu Naukowo-Ekonomicznego Rady Ministrów ZSRR, 1961-1963 zastępca przewodniczącego Rady Naukowo-Technicznej Państwowego Komitetu ds. Automatyzacji i Inżynierii Rady Ministrów ZSRR, od 1963 do śmierci przewodniczący tego Komitetu. Był deputowanym do Rady Najwyższej Rosyjskiej FSRR. Pochowany na cmentarzu Nowodziewiczym.

## Odznaczenia
- Order Lenina
- Order Rewolucji Październikowej
- Order Kutuzowa I klasy
- Order Kutuzowa II klasy
- Order Czerwonego Sztandaru Pracy (dwukrotnie)
- Order Czerwonej Gwiazdy
- Order „Znak Honoru”